# Chaussée de Haecht
La chaussée de Haecht (en néerlandais : Haachtsesteenweg) est une chaussée qui commence au centre de Bruxelles (jardin botanique) et se prolonge en direction de la commune de Haecht.
Elle traverse quatre communes différentes de la Région de Bruxelles-Capitale.
Elle commence au carrefour formé par la rue Royale et la rue Traversière à Saint-Josse-ten-Noode.
À hauteur de la rue Cornet de Grez, elle passe sur Schaerbeek et croise entre autres la place de la Reine, l'avenue Rogier, l'avenue Louis Bertrand, la place Pogge, l'avenue Voltaire et passe sous le boulevard Lambermont.
Au carrefour de la rue du Tilleul, elle arrive à Evere, passe par l'avenue Henri Conscience et à l'avenue Jules Bordet arrive à Bruxelles-ville (Haren pour croiser ensuite la rue Arthur Maes, la rue Harenheyde, l'ancienne chaussée de Haecht et terminer son parcours bruxellois au boulevard de la Woluwe.
La chaussée de Haecht est une section de la nationale 21 (Bruxelles-Haecht-Aerschot)
Haecht est une commune belge située au nord de la province du Brabant flamand.

## Adresses notables
à Saint-Josse-ten-Noode :
- no 47 : Dans le quartier pendant longtemps, jusqu'au début des années 2000, celui des maisons de production et de distribution du cinéma (du Botanique à l'église Sainte-Marie), la chaussée de Haecht abritait la Général Films gérée par les frères Jean et Pierre Quérut. Leur maison fut aussi un lieu de tournage pour Jean Rollin (Les Démoniaques), Jess Franco (La Comtesse noire) ou Jean-Pierre Mocky, entre autres[1].
- no 53 : INTAL, De Wereld Morgen, Collectif Solidarité Contre l'Exclusion asbl, Third World Health Aid.
- no 68 : école Dames de Marie

à Schaerbeek :

- no 129 : le peintre Alexandre Markelbach y a habité
- no 147 : Maison desaArts (ancien château Eenens), classée depuis le 9 novembre 1993
- no 155 : le peintre Alexandre Markelbach y a habité
- no 158 : le peintre animalier romantique Eugène Verboeckhoven y a habité
- no 159 : Greenpeace Belgique, ancien atelier du peintre Alexandre Markelbach
- no 164 : Centre scolaire Sainte-Marie La Sagesse
- no 232 : le peintre Léon Frédéric y a habité
- no 235 : lycée communal Émile Max
- no 240 : maison du Foyer schaerbeekois
- no 256 : Ginkgo biloba répertorié comme arbre remarquable et classé en date du 3 septembre 2009
- no 266 : Maison Autrique, classée depuis le 30 mars 1976
- no 276 : Médecine pour le Peuple (le sculpteur Édouard Fiers y a habité
- no 309 : église Saint-Servais, classée depuis le 9 octobre 2003
- Aubette Saint-Servais (située devant l'église Saint-Servais), classée depuis le 20 avril 2006
- no 403 : chapelle évangélique de l'Église de Bethel
- no 571 : SIAMU (bâtiment passif)[2]
- nos 632 à 638 : immeubles du Foyer schaerbeekois
- nos 662 à 680 : immeubles du Foyer schaerbeekois

à Evere :

- no 1031J : bpost

à Haren :

- no 1470 : SABCA

## Galerie de photos

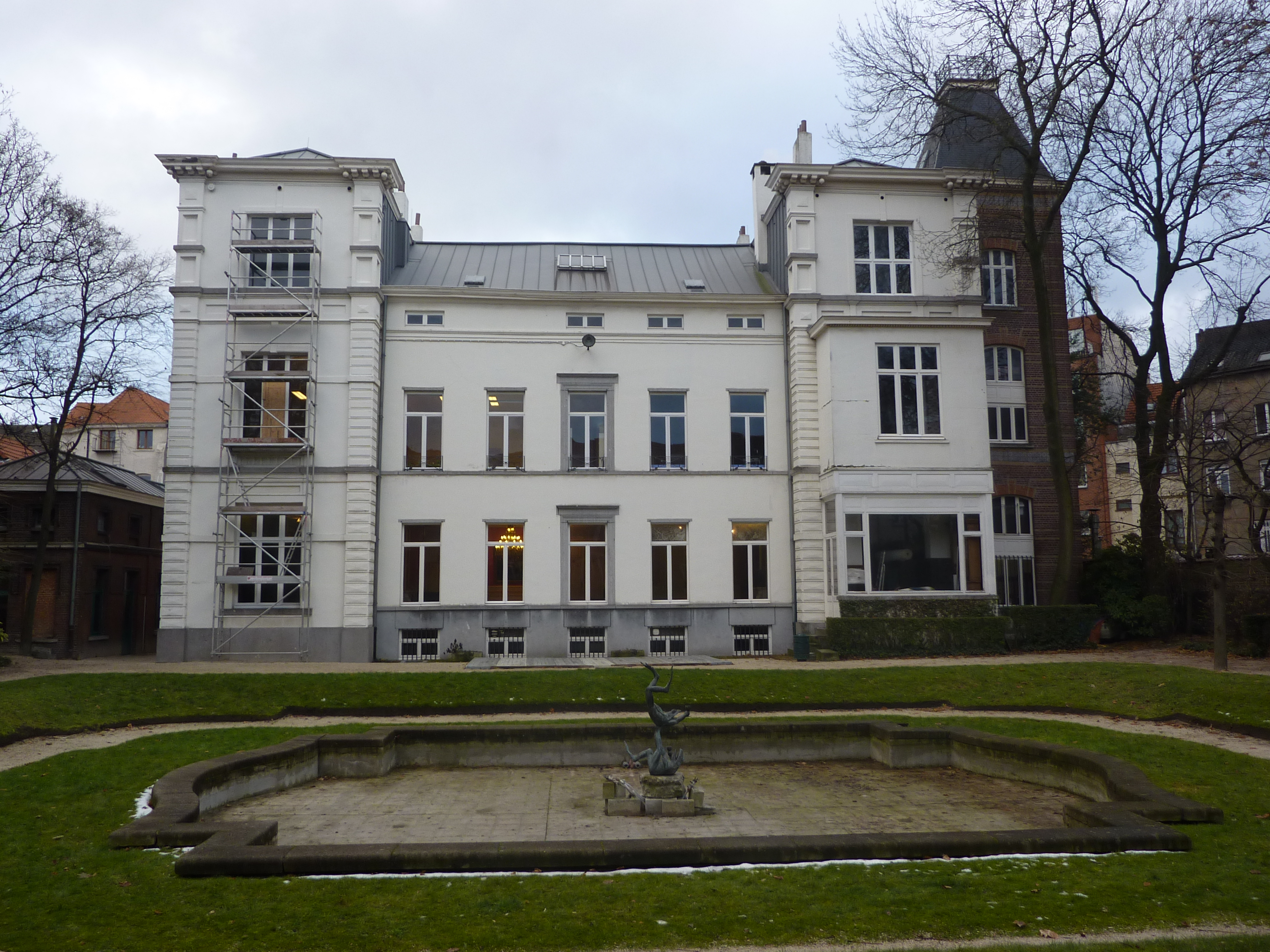
La Maison des arts au no 147.
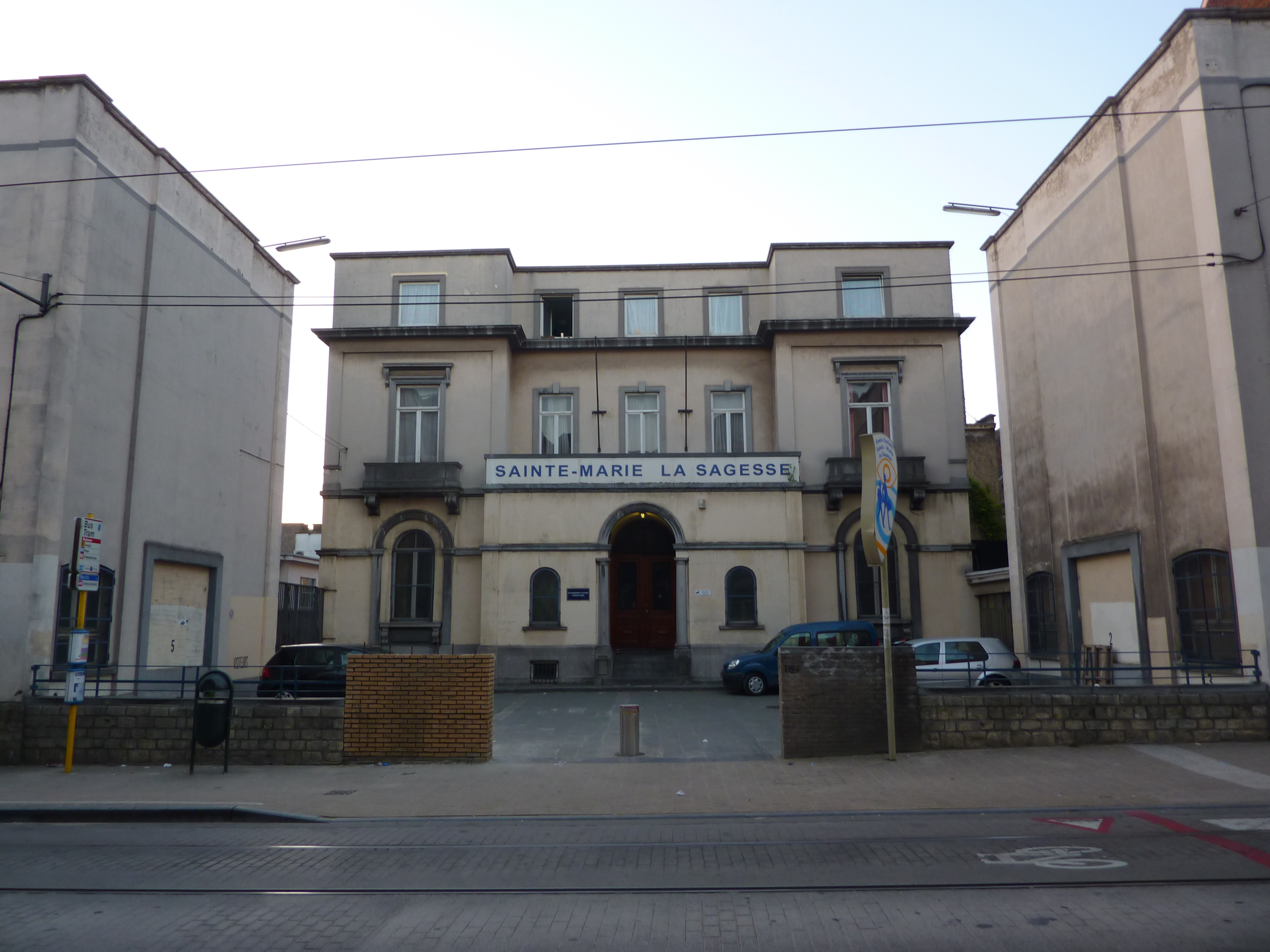
L'institut Ste-Marie au no 164.
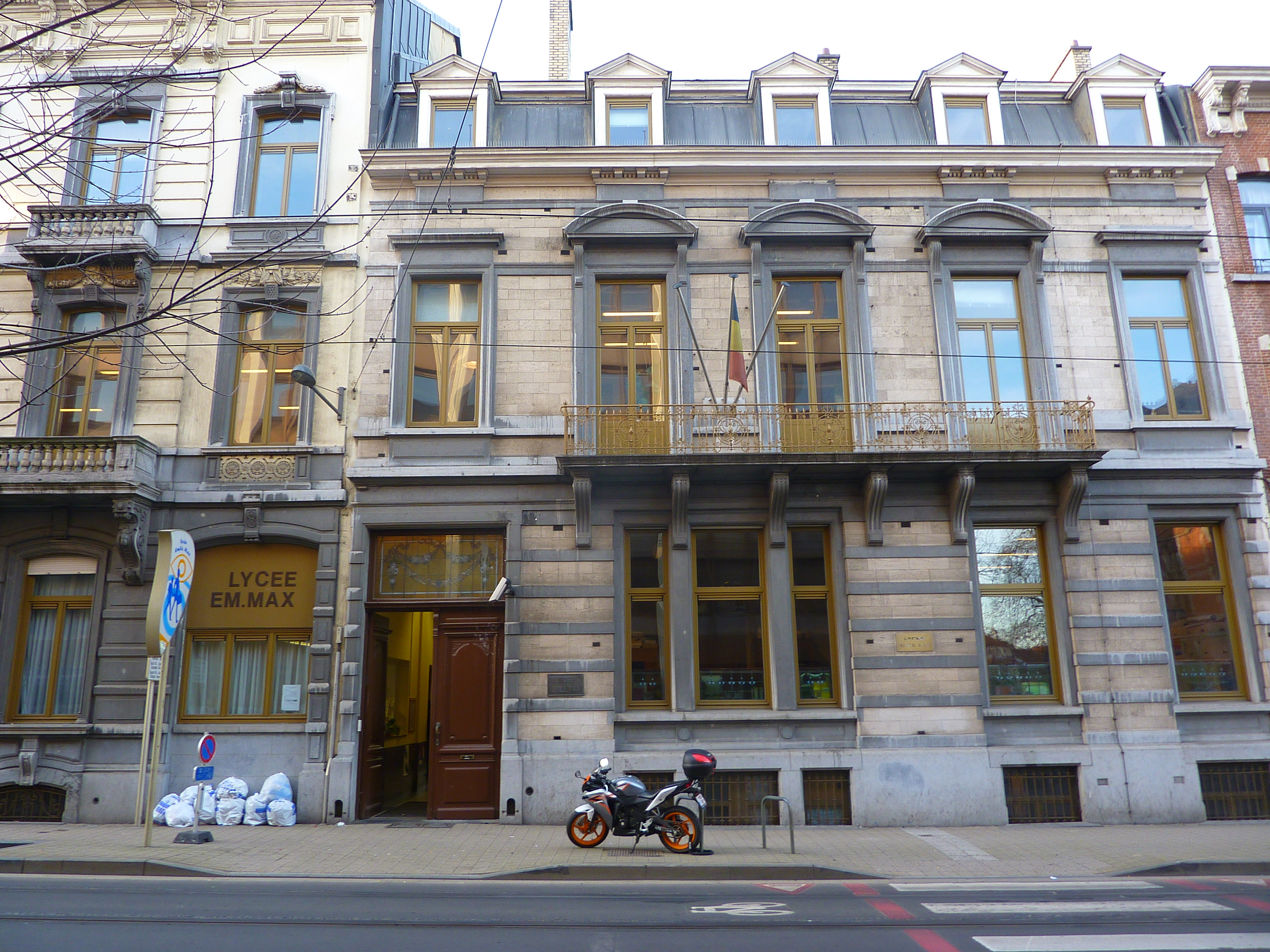
Le lycée Émile Max au no 235.
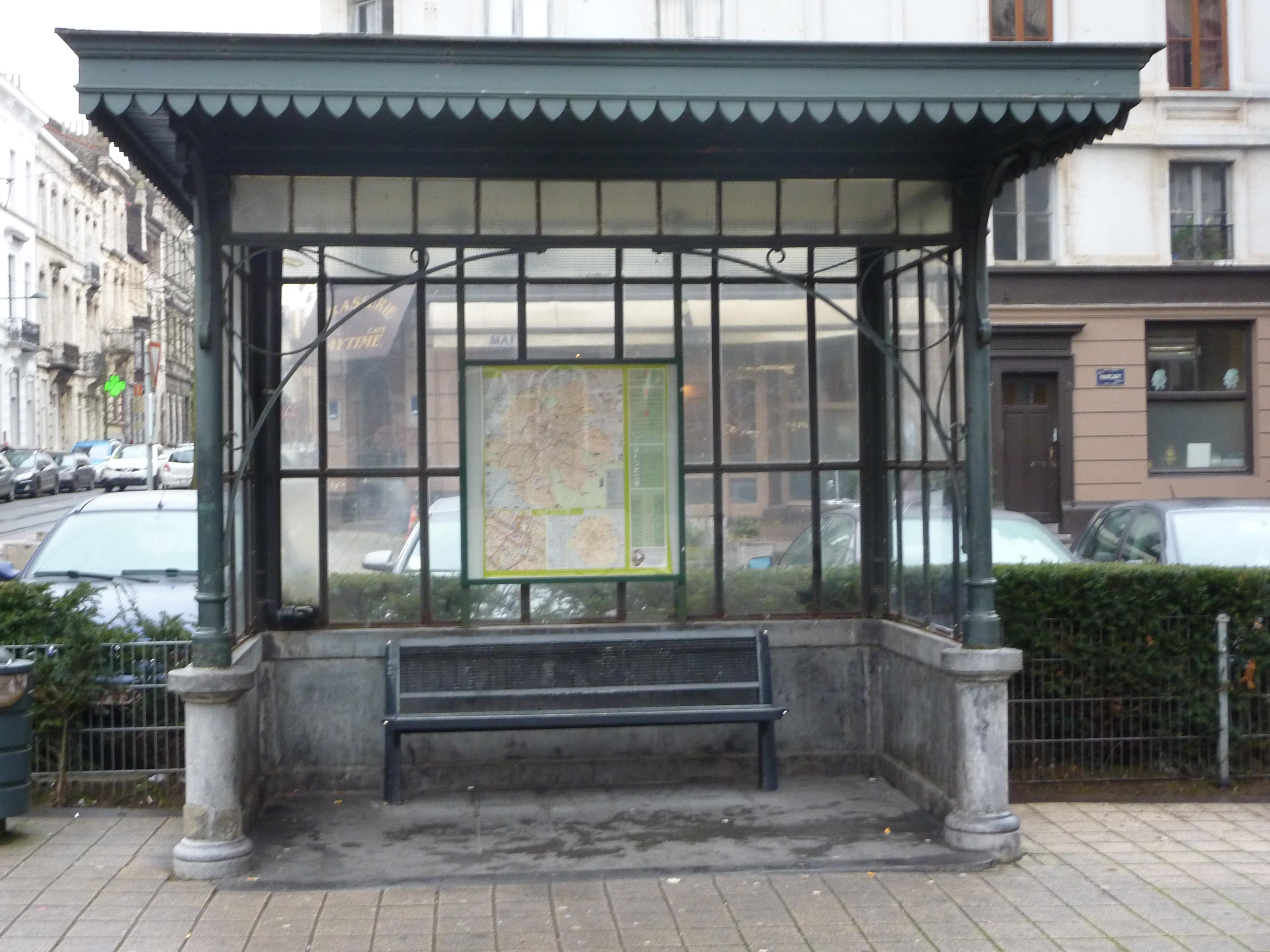
Aubette Saint-Servais.
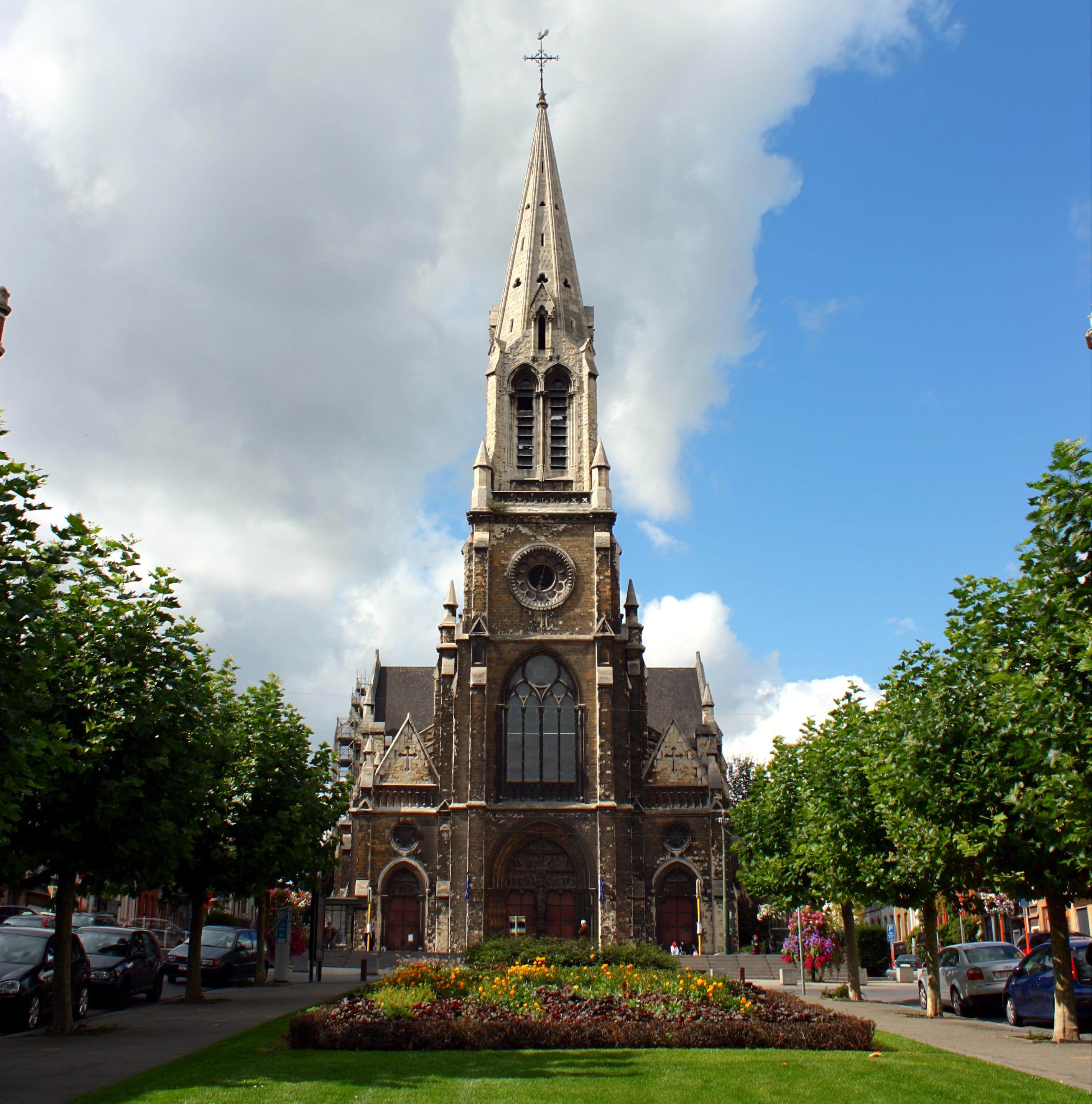
L'église Saint-Servais.